# 1808

## أحداث
- حصار الكويت من قبل سعود بن عبد العزيز آل سعود.
- نهاية الحرب الإنجليزية الإسبانية في 1 يوليو 1808 والتي بدأت في 1 أغسطس 1796.
- 1 يناير - الولايات المتحدة الأمريكية تمنع استيراد العبيد.
- 15 نوفمبر - تولي السلطان محمود الثاني حكم الدولة العثمانية خلفا للسلطان مصطفى الرابع

## مواليد
- ألفونس كار
- أندرو جونسون (رئيس)
- أنطونيو ميوتشي
- أوربانو راتاتسي
- توماس كوك
- دافيد ستراوس
- عبد القادر الجزائري
- يوهان جوستاف دريزن
- 20 أبريل - نابليون الثالث إمبراطور فرنسا
- 3 يونيو - جيفيرسون ديفيس رئيس للولايات الكونفدرالية الأمريكية
- 19 ديسمبر - أندرو جونسون الرئيس السابع عشر للولايات المتحدة الأمريكية

## وفيات
- جيمس سوليفان